# Augochloropsis holmbergi
Augochloropsis holmbergi är en biart som först beskrevs av Carlos Schrottky 1910.  Augochloropsis holmbergi ingår i släktet Augochloropsis och familjen vägbin. Inga underarter finns listade.